# Jasenov, Humenné
Jasenov este o comună slovacă, aflată în districtul Humenné din regiunea Prešov, pe malul râului Laborec⁠(d). Localitatea se află la altitudinea de 155 m deasupra n.m., se întinde pe o suprafață de 13,27 km2 și în 2017 număra 1.199 de locuitori. Se învecinează cu comuna Humenné.

## Istoric
Localitatea Jasenov este atestată documentar din 1317.

## Demografie
| An:                | 1994 | 2004   | 2014   | 2024   |
| ------------------ | ---- | ------ | ------ | ------ |
| Număr de persoane: | 1079 | 1142   | 1185   | 1210   |
| Diferență:         |      | +5,83% | +3,76% | +2,10% |

| An:                | 2023 | 2024   |
| ------------------ | ---- | ------ |
| Număr de persoane: | 1186 | 1210   |
| Diferență:         |      | +2,02% |